# Todis Lido di Ostia Futsal 2021-2022
La voce raccoglie i dati riguardanti il Todis Lido di Ostia Futsal, squadra di calcio a 5 militante in serie A, nelle competizioni ufficiali del 2021-2022.

## Trasferimenti

### Sessione estiva
| David Sánchez Tienda       | Córdoba           |
| Massimo Mentasti           | Real San Giuseppe |
| Alessio Gattarelli         | Lazio             |
| Leandro Alexandre Ferreira | Pescara           |
| Maximiliano Navarro        | Peñarol           |

| Raul Rocha       | Xota                            |
| Cristian Cerulli | Fortitudo Pomezia (in prestito) |
| Gedson           | Lazio                           |
| Gabriel Pazetti  | Sandro Abate                    |
| Gabriel Motta    | Cartagena                       |

### Sessione invernale
| Pau Recasens             | Mantova                           |
| Cristian Cerulli         | Fortitudo Pomezia (fine prestito) |
| Jorge Henrique Fernandes | Olimpus Roma                      |
| Felippe Tambani          | L84                               |

| Fábio Poletto    | L84                 |
| Massimo Mentasti | Lecco (in prestito) |

## Prima squadra
| N° | Naz.                   | Ruolo | Sportivo                   | Anno       |  |  |
| -- | ---------------------- | ----- | -------------------------- | ---------- |  |  |
| 3  | Italia (bandiera)      | LAT   | Matteo Esposito            | 24.09.1994 |  |  |
| 4  | Italia (bandiera)      | DIF   | Daniele Gattarelli         | 16.08.1991 |  |  |
| 5  | Italia (bandiera)      | LAT   | Massimo Mentasti           | 28.11.1992 |  |  |
| 7  | Argentina (bandiera)   | LAT   | Dario Nardacchione         | 03.01.1990 |  |  |
| 8  | Spagna (bandiera)      | LAT   | David Sánchez Tienda       | 08.06.1988 |  |  |
| 9  | Italia (bandiera)      | LAT   | Mattia Cataldo             | 18.10.2002 |  |  |
| 9  | Spagna (bandiera)      | LAT   | Pau Recasens               | 17.06.1999 |  |  |
| 10 | Italia (bandiera)      | LAT   | Christopher Cutrupi        | 19.04.1993 |  |  |
| 12 | Italia (bandiera)      | POR   | Edoardo Di Ponto           | 28.05.1994 |  |  |
| 13 | Brasile (bandiera)     | LAT   | Leandro Alexandre Ferreira | 16.06.1992 |  |  |
| 23 | Italia (bandiera)      | POR   | Cristian Cerulli           | 26.06.1998 |  |  |
| 17 | Brasile (bandiera)     | PIV   | Jorge Henrique Fernandes   | 24.11.1989 |  |  |
| 21 | Italia (bandiera)      | PIV   | Federico Barra             | 01.03.1994 |  |  |
| 30 | Uruguay (bandiera)     | DIF   | Maximiliano Navarro        | 01.07.1991 |  |  |
| 71 | Brasile (bandiera)     | DIF   | Felippe Tambani            | 23.09.1999 |  |  |
| 89 | Azerbaigian (bandiera) | PIV   | Fábio Poletto              | 13.02.1989 |  |  |

## Under-19
| N° | Naz.              | Ruolo | Sportivo            | Anno       |  |  |
| -- | ----------------- | ----- | ------------------- | ---------- |  |  |
| 1  | Italia (bandiera) | POR   | Alessio Colasanti   | 20.10.2004 |  |  |
| 2  | Italia (bandiera) | POR   | Alessio Gattarelli  | 02.10.2004 |  |  |
| 11 | Italia (bandiera) | LAT   | Diego Regini        | 18.05.2003 |  |  |
| 16 | Italia (bandiera) | LAT   | Riccardo Franchi    | --.--.---- |  |  |
| 16 | Italia (bandiera) | LAT   | Alessandro Nicolini | 14.08.2003 |  |  |
| 18 | Italia (bandiera) | LAT   | Valerio Acquista    | --.--.---- |  |  |
| 18 | Italia (bandiera) | LAT   | Andrea Siliato      | --.--.---- |  |  |

## Risultati

### Serie A
|  | Pos. | Squadra       | Pt | G  | V | N  | P  | GF | GS | DR  |
|  | ---- | ------------- | -- | -- | - | -- | -- | -- | -- | --- |
|  | 15.  | Lido di Ostia | 22 | 30 | 4 | 10 | 16 | 61 | 88 | -27 |